# Robigus synavei
Robigus synavei är en insektsart som beskrevs av Wilson 1987. Robigus synavei ingår i släktet Robigus och familjen Derbidae. Inga underarter finns listade i Catalogue of Life.